# 东坪街道
东坪街道，是中华人民共和国湖南省湘潭市岳塘区下辖的一个乡镇级行政单位。

## 行政区划
东坪街道下辖以下地区：
三角坪社区、横街社区和万福社区。